# Brüder der Heiligen Familie von Belley

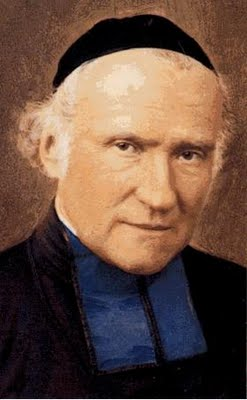
Gabriel Taborin

Die Brüder der Heiligen Familie von Belley (lateinisch Institutum Fratrum a Sancta Familia de Bellicio, französisch Frères de la Sainte Famille de Belley, englisch Brothers of the Holy Family of Belley; Ordenskürzel: FSF) ist eine Brüdergemeinschaft und gehört nach dem kanonischem Recht zu den „Instituten des geweihten Lebens“ päpstlichen Rechts.

## Geschichte
Als 1827 der Geistliche Gabriel Taborin, der sich Bruder Gabriel nannte, in Genay dem Bischof Alexander Raymond Devie von Belley seine Idee zur Gründung einer Kongregation unterbreitete, unterstützte dieser die Tätigkeiten des Bruders Gabriel.
Frère Gabriel folgte dieser Anregung und kurz darauf stellte er seine Arbeit unter den Schutz der Heiligen Familie von Nazareth. Das erste Lehrinstitut wurde 1829 gegründet und am 5. Juli 1835 wurden im Beisein des Diözesanbischofs von Belley die ersten Novizen eingekleidet. Bruder Gabriel legte am 3. November 1838 sein ewiges Gelübde ab. 1840 übersiedelte das Institut an den Bischofssitz in Belley.
Während seines Aufenthaltes in Rom erhielt Bruder Gabriel am 28. August 1841 die päpstliche Approbation durch Papst Gregor XVI. und am 31. Mai 1842 ernannte der König von Sardinen Carlo Alberto diese Kongregation als ein „Institut im öffentlichen Dienste“ diesem Beispiel folgte die Regierung von Frankreich erst im Jahre 1874.
Das Generalkapitel trat zum ersten Mal im Jahr 1852 zusammen und verabschiedete die Ordensregeln, die ersten Ordensbrüder übernahmen 1854 ihre Arbeit in den Vereinigten Staaten und 1858 wurden die endgültigen Regeln übernommen und verabschiedet. 1889 übersiedelten die ersten vier Brüder nach Uruguay und gründeten in Montevideo den ersten Konvent in Südamerika.
1901 wurde die Brüdergemeinschaft durch die französische Regierung unter Druck gesetzt und die religiösen Gemeinden sollte unter die Aufsicht der Regierung gestellt werden. Viele Brüder siedeln in andere Länder aus, einige begannen in Tunesien ihre Arbeit und errichteten eine Schule und ein landwirtschaftliches College. 1903 mussten die meisten Brüder Frankreich verlassen, sie verteilten sich in Italien, gründeten 1908 einen Konvent in Argentinien und 1909 eröffneten sie eine Schule in Spanien. Es folgte nun bis zum Jahre 2006 eine Verbreitung nach Burkina Faso, Brasilien, Kolumbien, Mexiko bis nach Indien und den Philippinen.
Heute zählt die Brüdergemeinschaft ca. 350 Ordensbrüder, die in sechs Ordensprovinzen aufgeteilt sind, sie üben ihre Tätigkeiten in Europa, Afrika, Südamerika und Asien aus. Seit 2007 ist Pater Juan Andrés Martos Moro, der Lino Da Campo nachfolgte, der Generalsuperior des Ordens.

## Ordensregeln und Aufgaben

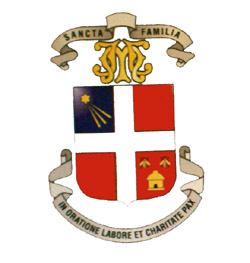

Die Brüder leben nach den vom Gründer Gabriel Taborin erstellten Ordensanforderungen. Er stellte die Heilige Familie in den Vordergrund seines Wirkens und richtete sein Leben an den Evangelischen Räten aus. Das Lebens- und Ordensmotto lautet: „In oratione, labore et caritate: Pax.“ (Mit Gebet, Arbeit und Liebe zum Frieden). Das Aufgabenspektrum umfasst die Lehrtätigkeiten für Priester und in Schulen sowie Unterrichtung im Katechismus. Die Rezeptur des von den Ordensbrüdern entwickelten KARIO-Getränks aus der grünen Walnuss ist noch heute im Besitz der Ordensgemeinschaft.